# Afecțiunea post-COVID-19
Afecțiunea post-COVID-19, care include COVID-ul prelungit, reprezintă un grup de afecțiuni care apar după ce o persoană a avut COVID-19. Acestea implică simptome care apar la patru sau mai multe săptămâni după infecția inițială. Simptomele pot include oboseală, dificultăți de respirație, dureri de cap, anxietate și depresie, pierderea mirosului, dificultăți de concentrare, dureri de cap, febră și palpitații. Simptomele se pot agrava în urma efortului fizic.
Această afecțiune poate apărea la oricine după infectarea cu COVID-19, indiferent de severitatea infecției inițiale. Au fost raportate cazuri și în rândul celor vaccinați, deși sunt mai puțin frecvente în acest grup. Persoanele care au avut forme severe ale bolii pot suferi leziuni la nivelul mai multor sisteme de organe, pot dezvolta afecțiuni autoimune, sindrom post-terapie intensivă (PICS) sau tulburare de stres post-traumatic (PTSD). Copiii pot prezenta sindrom inflamator multisistemic (MIS-C).
Definiția de caz este încă în curs de elaborare. Nu există analize de laborator sau investigații imagistice specifice care să confirme sau să excludă această afecțiune; însă trebuie excluse alte cauze posibile.
Prevenirea acestei afecțiuni se face prin evitarea infectării cu COVID-19, inclusiv vaccinarea, distanțarea fizică și purtarea măștii de protecție. Tratamentul presupune abordarea simptomelor specifice și îmbunătățirea stării fizice, psihice și sociale. În anumite jurisdicții au fost create clinici specializate pentru a încerca să trateze această afecțiune. Aproximativ 20% dintre persoanele diagnosticate cu COVID-19 prezintă simptome care durează mai mult de 4 săptămâni, iar 10% pentru mai mult de 12 săptămâni. Femeile sunt mai frecvent afectate decât bărbații.